# Percy Faith
Percy Faith (* 7. April 1908 in Toronto, Ontario; † 9. Februar 1976 in Encino, Kalifornien) war ein US-amerikanischer (eingebürgert 1945) Orchesterleiter kanadischer Herkunft.

## Geschichte
Faith wurde in Toronto am Konservatorium ausgebildet und studierte dort bei Louis Waizman und Frank Welsman. Nachdem er sich bei einem Brand die Hände schwer verletzt hatte, konnte er nicht mehr Klavier spielen und verlegte sich aufs Arrangieren und Dirigieren. Ab 1931 dirigierte er sein eigenes Orchester und wurde dann der Hauptarrangeur und Dirigent für die Canadian Broadcasting Corporation, für die er von 1938 bis 1940 zahlreiche Livekonzerte im Radio dirigierte. 1940 wechselte Faith in die USA über.
1951 veröffentlichte er zusammen mit Tony Bennett die damals noch nicht erfolgreiche Single Blue Velvet, die sich mit den Jahren zu einem echten Klassiker und einem oft gecoverten Hit entwickelte. Faith war ein Vertreter des Easy-Listenings und hatte drei Nr.1-Hits: Delicado, 1952; Theme from Moulin Rouge, 1953; und Theme from “A Summer Place”, 1959. Letzterer wurde im August 1962 in den USA mit einer Goldenen Schallplatte ausgezeichnet. Auch die Alben Bouquet, Viva und Themes For Young Lovers erhielten Gold.
Faith schrieb auch Filmmusiken, u. a. zu den Filmen Nachtclub-Affären (Love Me or Leave Me, 1955), Tammy Tell Me True (1961, auch verwendet in der Fernsehserie Tammy, das Mädchen vom Hausboot), So bändigt man Eva (I’d Rather Be Rich, 1964), Göttinnen der Liebe (The Love Goddesses, 1964), Der dritte Tag (The Third Day, 1965) und … denn keiner ist ohne Schuld (The Oscar, 1966). Für die Fernsehserie Die Leute von der Shiloh Ranch (The Virginian) schrieb Faith die Titelmusik.
Faith wurde auf dem Hillside Memorial Park Cemetery in Culver City, Kalifornien beerdigt.

## Diskografie

### Studioalben
| Jahr | Titel                                 | Höchstplatzierung, Gesamtwochen, AuszeichnungChartsChartplatzierungen (Jahr, Titel, Platzierungen, Wochen, Auszeichnungen, Anmerkungen) | Anmerkungen                |
| Jahr | Titel                                 | US | Anmerkungen                |
| ---- | ------------------------------------- | --- | -------------------------- |
| 1963 | Themes For Young Lovers               | US32 (28 Wo.)US | Erstveröffentlichung: 1963 |
| 1963 | Shangri-La!                           | US80 (15 Wo.)US | Erstveröffentlichung: 1963 |
| 1964 | Great Folk Themes                     | US103 (12 Wo.)US | Erstveröffentlichung: 1964 |
| 1964 | More Themes For Young Lovers          | US110 (7 Wo.)US | Erstveröffentlichung: 1964 |
| 1965 | Broadway Bouquet                      | US101 (5 Wo.)US | Erstveröffentlichung: 1965 |
| 1967 | The Academy Award Winner And Other    | US152 (5 Wo.)US | Erstveröffentlichung: 1967 |
| 1967 | Today’s Themes For Young Lovers       | US111 (17 Wo.)US | Erstveröffentlichung: 1967 |
| 1968 | For Those In Love                     | US121 (22 Wo.)US | Erstveröffentlichung: 1968 |
| 1968 | Angel Of The Morning                  | US95 (11 Wo.)US | Erstveröffentlichung: 1968 |
| 1969 | Those Were The Days                   | US88 (14 Wo.)US | Erstveröffentlichung: 1969 |
| 1969 | Windmills Of Your Mind                | US194 (4 Wo.)US | Erstveröffentlichung: 1969 |
| 1969 | Love Theme From "Romeo & Juliet"      | US134 (11 Wo.)US | Erstveröffentlichung: 1969 |
| 1970 | Leaving On A Jet Plane                | US88 (14 Wo.)US | Erstveröffentlichung: 1970 |
| 1970 | Held Over! Today’s Great Movie Themes | US196 (2 Wo.)US | Erstveröffentlichung: 1970 |
| 1970 | The Beatles Album                     | US179 (4 Wo.)US | Erstveröffentlichung: 1970 |
| 1971 | A Time For Love                       | US200 (2 Wo.)US | Erstveröffentlichung: 1971 |
| 1971 | I Think I Love You                    | US198 (2 Wo.)US | Erstveröffentlichung: 1971 |
| 1971 | Black Magic Woman                     | US184 (5 Wo.)US | Erstveröffentlichung: 1971 |
| 1971 | Jesus Christ, Superstar               | US186 (6 Wo.)US | Erstveröffentlichung: 1971 |
| 1972 | Joy                                   | US176 (6 Wo.)US | Erstveröffentlichung: 1972 |
| 1972 | Day By Day                            | US197 (4 Wo.)US | Erstveröffentlichung: 1972 |

| - 1951: Continental Music - 1952: Delicado - 1952: Carnival Rhythms - 1953: Music from "Kismet" - 1954: Music from Hollywood - 1954: Music of Christmas - 1954: Music Until Midnight - 1954: Percy Faith Plays Romantic Music - 1955: Amour, Amor, Amore - 1955: Girl Meets Boy (mit Jerry Vale, Peggy King und Felicia Sanders) - 1955: Music for Her - 1955: Wish Upon a Star (mit Peggy King) - 1956: It’s So Peaceful in the Country (mit Mitch Miller) - 1956: The Most Happy Fella - 1956: My Fair Lady - 1956: Passport to Romance - 1956: Swing Low in Hi-Fi - 1957: Adventure in the Sun - 1957: The Columbia Album of George Gershwin - 1957: Li’l Abner - 1957: Viva: The Music of Mexico - 1958: The CBS Album of Victor Herbert - 1958: Hallelujah! - 1958: South Pacific - 1958: Touchdown! - 1958: North and South of the Border - 1959: Bouquet - 1959: Malagueña: Music of Cuba - 1959: A Night with Sigmund Romberg - 1959: Porgy and Bess - 1959: Music of Christmas - 1960: Bon Voyage!: Continental Souvenirs - 1960: Jealousy - 1960: A Night with Jerome Kern - 1960: The Sound of Music - 1961: Camelot - 1961: Carefree - 1961: Mucho Gusto! More Music of Mexico - 1961: Subways Are for Sleeping - 1961: Tara’s Theme from Gone With The Wind - 1961: This Fling Called Love (mit Eileen Farrell) - 1962: Bouquet of Love - 1962: Exotic Strings - 1962: Hollywood’s Great Themes - 1962: The Music of Brazil! | - 1963: American Serenade - 1963: A Look at Monaco - 1963: Shangri-La! - 1963: Themes for Young Lovers - 1964: Great Folk Themes - 1964: The Love Goddesses - 1964: More Themes for Young Lovers - 1965: Broadway Bouquet - 1965: Do I Hear a Waltz? - 1965: Latin Themes for Young Lovers - 1966: Bim! Bam!! Boom!!! - 1966: Christmas Is... - 1966: The Oscar - 1966: Themes for the "In" Crowd - 1967: Born Free and Other Great Movie Themes - 1967: Today’s Themes for Young Lovers - 1968: Angel of the Morning - 1968: For Those in Love - 1968: I Concentrate On You - 1969: Love Theme from "Romeo and Juliet" - 1969: Those Were the Days - 1969: Windmills of Your Mind - 1970: The Beatles Album - 1970: Held Over! Today’s Great Movie Themes - 1970: Leaving on a Jet Plane - 1970: Koga Melodies - 1971: Black Magic Woman - 1971: I Think I Love You - 1971: Jesus Christ Superstar - 1972: Day By Day - 1972: Joy - 1972: Ryoichi Hattori Melodies - 1973: Clair - 1973: Corazon - 1973: My Love - 1974: The Entertainer - 1974: Chinatown Featuring the Entertainer - 1974: Country Bouquet - 1974: Live in Japan, On May 19. 1974 at Tokyo Kosei Nenkin Kaikan - 1974: The Great Concert - 1974: New Thing - 1975: Disco Party - 1975: Viva!/Mucho Gusto! - 1976: Summer Place ’76 |

### Kompilationen
- 1960: Greatest Hits
- 1960: Forever Young (2LP)
- 1970: Younger Than Springtime
- 1970: Sounds of music
- 1971: Raindrops Keep Fallin’ On My Head
- 1971: A Summer Place
- 1971: A Time for Love (2LP)
- 1972: All-Time Greatest Hits
- 1972: Everynight at the movies
- 1974: Remembering the hits of the ’60s
- 1975: All about Percy Faith
- 1989: 16 Most Requested Songs
- 2001: Ultimate Collection (3CD-Box)
- 2005: The Great Percy Faith (3CD-Box)
- 2014: Definitive collection (2CD-Box)

### Singles
| Jahr | Titel Album                 | Höchstplatzierung, Gesamtwochen/‑monate, AuszeichnungChartplatzierungen (Jahr, Titel, Album, Platzierungen, Wochen/Monate, Auszeichnungen, Anmerkungen) | Höchstplatzierung, Gesamtwochen/‑monate, AuszeichnungChartplatzierungen (Jahr, Titel, Album, Platzierungen, Wochen/Monate, Auszeichnungen, Anmerkungen) | Höchstplatzierung, Gesamtwochen/‑monate, AuszeichnungChartplatzierungen (Jahr, Titel, Album, Platzierungen, Wochen/Monate, Auszeichnungen, Anmerkungen) | Anmerkungen                                            |
| Jahr | Titel Album                 | DE | UK | US | Anmerkungen                                            |
| ---- | --------------------------- | --- | --- | --- | ------------------------------------------------------ |
| 1956 | Valley Valparaiso –         | — | — | US53 (5 Wo.)US | Erstveröffentlichung: 1956 Percy Faith & His Orchestra |
| 1956 | We All Need Love –          | — | — | US67 (4 Wo.)US | Erstveröffentlichung: 1956 Percy Faith & His Orchestra |
| 1956 | With A Little Bit Of Luck – | — | — | US82 (3 Wo.)US | Erstveröffentlichung: 1956 Percy Faith & His Orchestra |
| 1957 | Till –                      | — | — | US63 (13 Wo.)US | Erstveröffentlichung: 1957 Percy Faith & His Orchestra |
| 1960 | Theme From A Summer Place – | DE49 (1 Mt.)DE | UK2 (31 Wo.)UK | US1 (21 Wo.)US | Erstveröffentlichung: 1960 Percy Faith & His Orchestra |
| 1960 | Theme For Young Lovers –    | — | — | US35 (10 Wo.)US | Erstveröffentlichung: 1960                             |

| - 1950: I Cross My Fingers (Gesang: Russ Emery) - 1950: All My Love - 1950: Christmas in Killarney (Gesang: Shillelagh Singers) - 1951: On Top of Old Smokey (Gesang: Burl Ives) - 1951: When the Saints Go Marching In - 1951: I Want to Be Near You - 1952: Delicado - 1953: Swedish Rhapsody (Midsummer Vigil) - 1953: Moulin Rouge Theme (Gesang: Felicia Sanders) - 1953: Return to Paradise - 1953: Many Times - 1954: Dream, Dream, Dream - 1954: The Bandit - 1956: Valley Valparaiso - 1956: We All Need Love - 1956: With a Little Bit of Luck - 1957: Till - 1960: Theme from A Summer Place | - 1960: Theme for Young Lovers - 1960: Theme from "The Dark at the Top of the Stairs" - 1963: Sons and Lovers - 1963: The Sound of Surf - 1967: Yellow Days - 1967: Can’t Take My Eyes Off You - 1968: For Those in Love - 1969: Zorba - 1969: Theme from A Summer Place (instrumental) - 1969: The April Fools - 1970: Airport Love Theme - 1971: Everything’s All Right - 1971: Theme from Summer of ’42 - 1972: Bach’s Lunch - 1973: Crunchy Granola Suite - 1974: Hill Where the Lord Hides - 1974: Theme from "Chinatown" - 1976: Summer Place ’76 |

## Auszeichnungen
- 1956 – Oscar-Nominierung in der Kategorie Beste Musik für einen Musikfilm für „Nachtclub-Affären“ (Love Me or Leave Me, 1955)
- 1970 – Grammy in der Kategorie Beste zeitgenössische Gesangsdarbietung eines Chors für Love Theme from 'Romeo and Juliet’